# Roar Skaane
Roar Skaane (Horten, 9 d'abril de 1970) fou un ciclista noruec. El seu principal èxit fou la medalla de bronze al Campionat del Món en Contrarellotge per equips de 1991. Va participar als Jocs Olímpics d'Estiu de 1992.

## Palmarès
- 1989
  -  Campió de Noruega en contrarellotge per equips
- 1991
  - Vencedor de 2 etapes a la Volta a Noruega
- 1993
  -  Campió de Noruega en contrarellotge per equips